# 桜井郁三
桜井 郁三（櫻井 郁三、さくらい いくぞう、1944年〈昭和19年〉4月10日 - 2013年〈平成25年〉2月10日）は、日本の政治家。自由民主党所属の元衆議院議員（3期）。

## 経歴
神奈川県藤沢市出身。日本大学法学部政治経済学科卒業。大学時代に政治の世界に興味を持ち、在学中は自民党学生部に入部。卒業後、自民党本部職員として政治を学ぶ。30歳の時、藤沢市議会議員に初当選。初めての選挙では自民党本部の職員であったことから地方議員の選挙でありながら自民党の大物政治家たちが応援に駆けつけた。以降、藤沢市議会議員を4期務める。
1996年、第41回衆議院議員総選挙において51,360票を得て衆議院議員に初当選。政令指定都市ではない地方都市の市議会議員から衆議院議員に当選するのは全国的に見ても稀有なことである。
2000年、第42回衆議院議員総選挙では50,814票を得たが、54,237票を得た江崎洋一郎（民主党）に惜敗した。
2003年、第43回衆議院議員総選挙では、江崎が自民党に移籍したことに伴いコスタリカ方式を採り、小選挙区から立候補し得票を73,767票に伸ばすも、75,826票を得た中塚一宏（民主党）に敗れた。しかし、比例復活で2選。
2005年の第44回衆議院議員総選挙において108,898票を得て、75,865票の中塚を下し、3選。第3次小泉改造内閣の人事において総務大臣政務官に就任。総務庁、自治省、郵政省が統合された総務省の中で、主に旧自治省の管轄を担当。地方議員であった経験を活かし三位一体の改革を進めた。
2006年に発足した第1次安倍内閣では自民党国会対策委員会副委員長に就任。
翌2007年に行われた内閣改造により、第1次安倍改造内閣の環境副大臣に就任、その後、安倍総理退陣により発足した福田内閣でも環境副大臣に就任し、洞爺湖サミット成功に導くべく環境政策の最前線で陣頭指揮をとった。
2008年に行われた内閣改造に伴う党役員人事において自民党法務部会長に就任。自民党内の法務政策の取りまとめ役に抜擢されるも、その約一ヵ月後に福田総理が突然辞意表明。総裁選挙管理委員会（任期3年）として、総裁選挙を取り仕切った。
また、神奈川12区では、江崎との間でコスタリカを採用し、次期衆議院総選挙では比例代表から立候補する予定であったが、党本部の取り決めによりコスタリカを解消。選挙区内での世論調査の結果、桜井が次期衆院選では小選挙区から立候補することとなった。
2009年8月30日の第45回衆議院議員総選挙に自民党から立候補。公明党の推薦も受けたが110,532票を得た中塚に対し、69,524票で落選。比例南関東ブロックに重複立候補し、他の自民党小選挙区候補者とともに名簿順位同列1位に登載されていたが、惜敗率が低かったため復活ならず、議席を失った。
2013年2月10日、多臓器不全のため東京都新宿区の病院で死去した。68歳没。死没日付をもって正四位に叙され、旭日重光章を追贈された。

## 人物
- 当初は政策科学研究所に属したが近未来政治研究会と分裂した1998年12月に1期上浜田靖一、2期上山口俊一と離脱、後に河野洋平及び麻生太郎率いる大勇会、06年12月大勇会発展的解消で為公会。

## 関係団体・過去属していた団体
- 神道政治連盟国会議員懇談会
- 日本会議国会議員懇談会
- アジアの子供たちに学校をつくる議員の会 - ウェイバックマシン（2008年6月29日アーカイブ分）
- スポーツ議員連盟
- 北京オリンピックを支援する議員の会
- ボーイスカウト振興国会議員連盟
- 日本・宇宙議員連盟
- 子どもの未来を考える議員連盟
- 国家基幹技術としての海洋地球科学技術を推進する会
- 日本カナダ友好議員連盟
- 日韓議員連盟
- 明治地所
- 自民党遊技業振興議員連盟
- 日本フィンランド友好議員連盟

など、100以上の議員連盟で活動。